# Lepra
Lepra, även känt som Hansens sjukdom och spetälska (fornsvenska spetal = hospital), är en kronisk infektion som orsakas av bakterien Mycobacterium leprae och Mycobacterium lepromatosis. Från början är infektionen utan symptom och fortsätter typiskt utan att ge upphov till symptom i fem eller till och med upp emot 20 år. Symptomen som sedan utvecklas innefattar granulom i perifera nerver, luftvägar, hud, och ögon. Detta kan leda till en förlust av smärtkänslighet vilket leder till förlust av extremiteterna till följd av upprepade skador. Svaghet och nedsatt syn kan även påträffas.
Det finns två huvudsakliga typer av sjukdomen som beror på hur mycket bakterier som finns: paucibacillär (få bakterier) och multibacillär (många bakterier). De två typerna skiljs åt beroende på antalet hypopigmenterade (med mindre pigmentering) domnade hudområden som uppvisas; vid paucibacillär finns fem eller färre och multibacillär uppvisar fler än fem områden. Diagnos ställs vid fynd av syrafasta mykobakterier vid hudbiopsi eller genom att påvisa DNA genom PCR. Sjukdom drabbar i större utsträckning socialt utsatta och tros smitta via droppsmitta.
Lepra kan botas med behandling. Behandlingen vid paucibacillär lepra sker med dapson och rifampicin i sex månader. Behandling vid multibacillär lepra är rifampicin, dapson, och clofazimin i tolv månader. Dessa behandlingar erbjuds utan kostnad av Världshälsoorganisationen. Även flera andra antibiotika fungerar. Globalt år 2012 sågs 180 000 fall av lepra, vilket är signifikant färre än vad som påträffades på 1960-talet. De flesta nya fall uppträder i 16 länder, där Indien står för fler än hälften av fallen. Under de senaste 20 åren har 16 miljoner individer i världen botats.
Lepra har drabbat mänskligheten under tusentals år. Det förekommer än idag att individer med lepra skickas till leprakolonier eller leprosarium i länder som Indien där det finns fler än 1 000 drabbade, Kina med hundratals, och i Afrika. De flesta sådana kolonier har dock lagts ner. Lepra har stigmatiserats under stora delar av historien, och detta är fortfarande en barriär vid självrapportering och tidig behandling. Världslepradagen, den sista söndagen i januari, startades år 1954 för att höja medvetenheten om lepra och de som drabbas av sjukdomen.

## Etymologi
Sjukdomen får sitt namn från det latinska ordet Lepra', vilket betyder "fjällad", medan "Hansens sjukdom" är uppkallad efter läkaren Gerhard Armauer Hansen.

## Historik

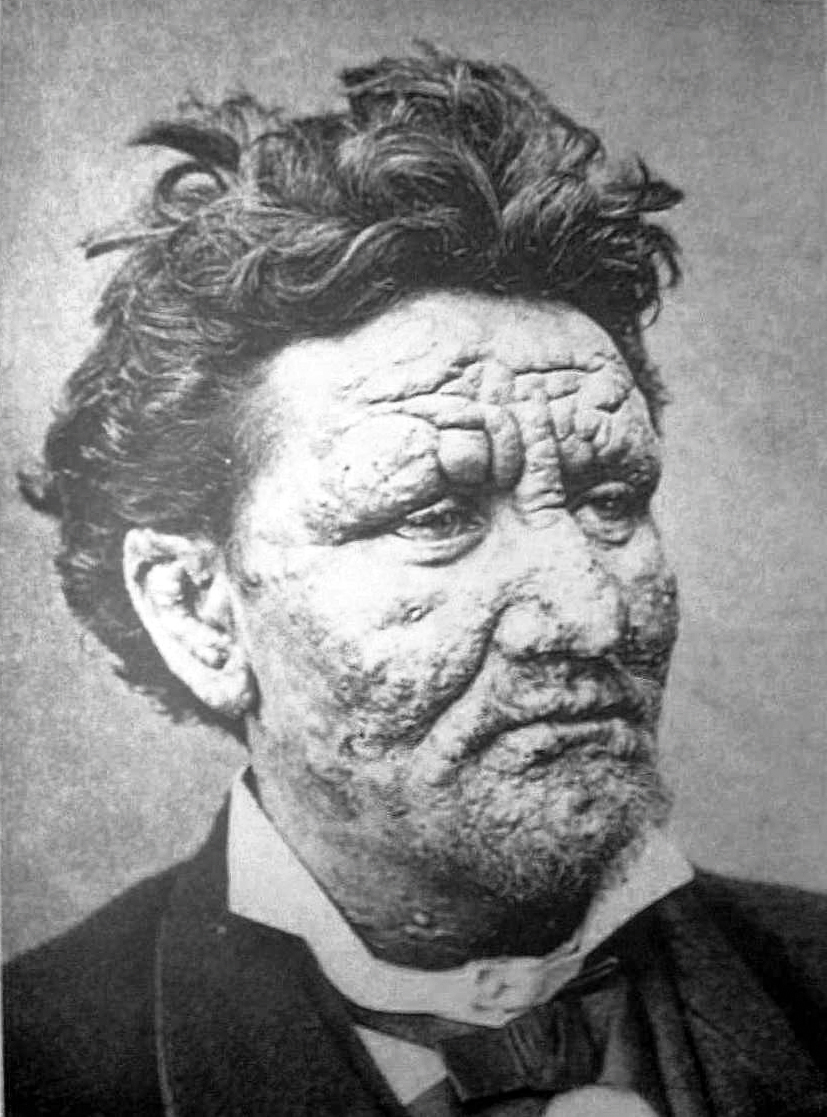
En 24-årig man från Norge som drabbats av lepra, år 1886.

Förr trodde man att lepra var smittsam (95 % är immuna) och obotlig och de drabbade isolerades därför i leprakolonier. Det har senare visat sig att sjukdomen relativt enkelt kan botas genom en långvarig  antibiotikakur. Antibiotika upptäcktes i början av 1900-talet, så innan dess kände man inte till någon bot. Bibeln omnämner lepra flera gånger, men det är tveksamt om det är samma sjukdom som avses.
Syfilis har liknande symptom och högre infektionsrisk och många kan tidigare ha feldiagnosticerats och placerats i karantän.

## Smittbärare och spridning
Leprabakterien identifierades av norrmannen Gerhard Henrik Armauer Hansen 1873, därav sjukdomens moderna namn, Hansens sjukdom. Mycobacterium leprae har visst släktskap med bakterien som orsakar tuberkulos, Mycobacterium tuberculosis. Smitta sker genom inandning av bakterier utsöndrade av redan smittade personer. Inkubationstiden är extremt lång, många blir smittade redan som barn, men sjukdomen bryter inte ut förrän i vuxen ålder. Det är en mycket liten andel av de smittade som utvecklar sjukdomssymptom. De mykobakterier som orsakar lepra har hittats naturligt förekommande hos bland annat olika arter av apor i Afrika, bältdjur på de amerikanska kontinenterna och hos Europeisk ekorre i Storbritannien. 

## Epidemiologi

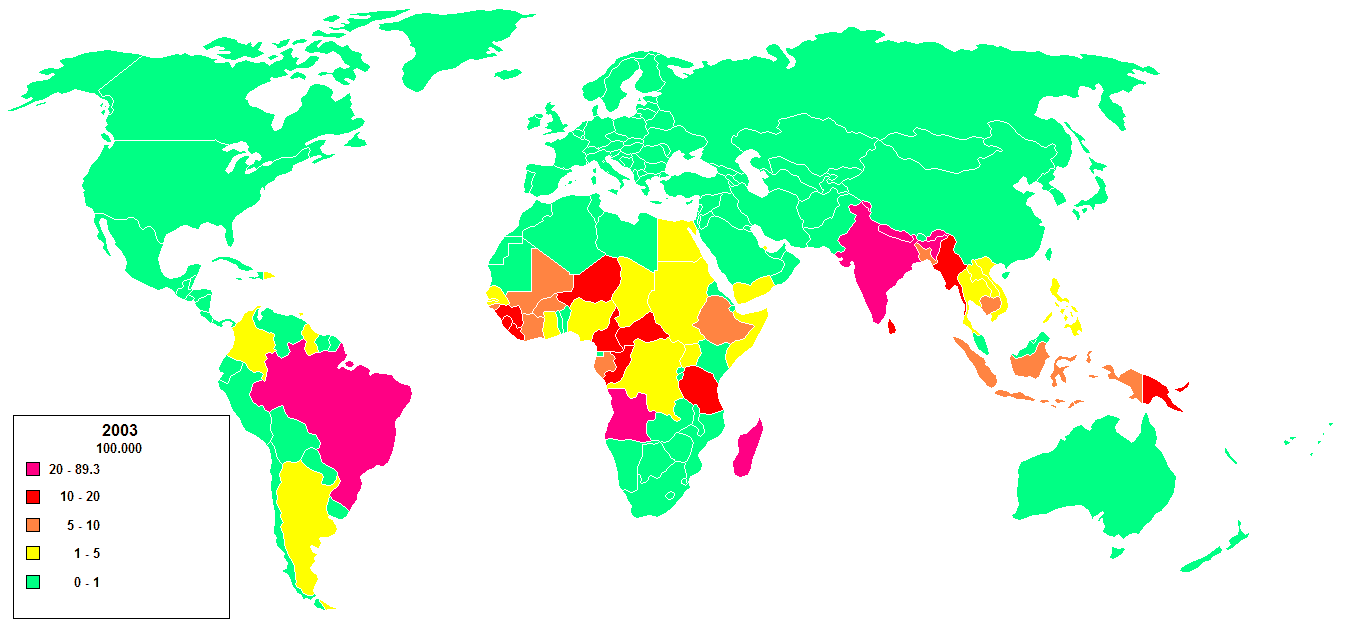
Spridning av lepra. Antal nya fall av lepra per 100 000 invånare år 2003

Två till tre miljoner människor i världen beräknas vara permanent handikappade till följd av lepra. Indien har det högsta antalet fall med Brasilien och Myanmar på andra och tredje plats. 
1999 beräknades den världsvida incidensen av lepra till 640 000. År 2000 identifierades 738 284 nya fall.
Cirka tio miljoner människor, som någon gång har lidit av sjukdomen, lever med mer eller mindre omfattande handikapp på grund av lepran.

### Lepra i Sverige
I Norden och Sverige kom lepran på 1100-talet. Den äldsta avbildningen av en leprasjuk finns i Uppsala domkyrka, och föreställer en lepraknölövertäckt man som stödjer sig på käppar.
Fortfarande finns det få fall av leprasjuka i Sverige, men de drabbade har i så fall ursprung i tropikerna.
På 1500-talet var sjukdomen mest utspridd i Älvkarleby, där den kallades Älvkarlebysjukan, samt i Dalarna, Värmland och Hälsingland. Vid denna tid fanns omkring trettio leprasjukhus i landet.
Sveriges enda sjukhus för leprasjuka i modern tid fanns i Järvsö, där hälften av alla leprasjuka i Hälsingland 1867–1943, 388 personer, vårdades. Andra hälften fick årliga besök av provinsialläkaren, som ibland försökte få patienterna att lägga in sig på sjukhuset. Eftersom det saknades botemedel kunde leprajukhuset endast erbjuda smärt- och sårlindring, vilket gjorde att alla leprasjuka inte ville låta lägga in sig.
Ända in på 1930-talet insjuknade människor i Dalarna och Hälsingland i lepra och Sveriges sista leprasjuka kvinna, Kristina Asplund, levde ända till 1976.

## Symptom
Ett av de första symptomen är ofta att ögonfransarna förloras (milphosis).
Symptomen för lepra kan se ut på olika sätt och man talar om ett spektrum mellan två olika former: den tuberkuloida, så kallade torra formen av lepra, och den lepromatösa, så kallade våta formen. Tuberkuloid lepra syns exempelvis som pigmentlösa fläckar på huden där fläckarna saknar beröringskänsel. Den lepromatösa formen uppträder senare och ger förtjockad hud med knutor, speciellt på exponerade kroppsdelar, eventuellt så kallat lejonansikte.
De drabbade kan vid båda formerna få stora skador på olika nerver, vilket leder till muskelförlamning och/eller känselförlust. Dessa personer skadar sig lätt och kan då få stora sår som lätt blir infekterade med vanliga sårbakterier. Om dessa sår inte behandlas rätt, kan man få svåra skador på händer, fötter och andra kroppsdelar. Invaliditet är vanligt förekommande bland leprapatienter.

## Behandling
Lepra kan botas helt genom långvariga antibiotikakurer. Det är naturligtvis också viktigt att eventuella skador som patienterna har ådragit sig till följd av känselförlusten behandlas.